# Aspiraciones
Aspiraciones fue una revista femenina publicada en Madrid entre 1932 y 1935, durante la Segunda República Española.

## Historia
La revista era editada en Madrid y llevó el subtítulo «semanario de las derechas», empleando el lema «Defenderemos, hasta morir si es preciso, la Religión y la Patria».
Fundada a comienzos de 1932, en parte como una reacción a la política anticlerical del gobierno del primer bienio, fue dirigida por Carmen Velacoracho de Lara y Carmen Fernández de Lara, madre e hija, respectivamente, ambas monárquicas y católicas provenientes del entorno de Acción Nacional.
Su contenido estaba destinado al público femenino. En las páginas de la revista, de ideología derechista y antirrepublicana, se publicaron textos de naturaleza antisemita que reflejaban una plena sintonía con la Alemania nazi (se divulgaban arengas como: «¡Mujeres, abajo los judíos!»). Velacoracho llegó a solicitar en 1934 ayuda económica de la embajada alemana (otras publicaciones españolas de propaganda nazi-fascista, como Informaciones, ya la recibían) por «la campaña que estamos hacien [sic] en contra de los judíos». También desde Aspiraciones se defendió el fallido golpe de Estado conocido como la Sanjurjada.
Colaboraron Teodoro Rodríguez, Nazario S. López Nazarite o María E. Vallejo de Rojo, entre otras firmas.
La revista, que habría tenido dos épocas, entre las cuales llevó el título Realidades, cesó en 1935.